# Passiflora nelsonii
Passiflora nelsonii là một loài thực vật có hoa trong họ Lạc tiên. Loài này được Mast. & Rose mô tả khoa học đầu tiên năm 1897.